# Кауэр, Минна
Минна Кауэр (нем. Minna Cauer; род. 1 ноября 1841 Франкенштайн — 3 августа 1922 года, Берлин) — немецкий педагог, журналист и радикальный активист в женском движении среднего класса.

## Биография
Дочь лютеранского пастора, выросла во Франкенштайне, провинция Бранденбург. Она вышла замуж за педагога и врача Августа Латцеля в 1862 году, но овдовела в 1866 году. Затем она выучилась на учителя, проработала год в Париже, а затем вышла замуж за Эдуарда Кауэра, школьного инспектора, и переехала с ним в Берлин.
Овдовев во второй раз в 1881 году, Кауэр возобновила работу учителем и начал изучать историю женского движения. В 1888 году она основала в Берлине Ассоциацию защиты женщин «Frauenwohl» и руководила ей до 1919 года, выступая за права женщин и право на аборт.
Вместе с Еленой Ланге и Франциской Тибуртиус она работала над созданием средней школы для девочек «Realkurse» в Берлине, которая открылась в 1889 году как первое учебное заведение для подготовки девушек к поступлению в университет. В 1889 году она основала «Коммерческий союз женщин-служащих», один из первых неполитических женских профсоюзов. В 1893 году она основала женские группы социальной помощи.
В 1894 году она вместе с Анитой Аугспург и Мари Стритт основали «Федерацию немецких женских ассоциаций» (FGWA). С 1895 по 1919 год она работала в феминистской газете «Die Frauenbewegung» (Женское движение). В 1896 году была президентом Международного конгресса по вопросам женской работы и женских усилий в Берлине, первой международной женской конференции, которая проводилась в Германии.
Её доклады хранятся в Международном институте социальной истории.